# Timor pré-colonial
Timor é uma ilha do Sudeste Asiático, considerada geologicamente um fragmento da crosta continental, que se situa ao lado da plataforma da Sonda, sendo uma das principais ilhas ao lado de Java e a Nova Guiné. A história timorense foi moldada pelo colonialismo europeu desde 1515, no período em que o território foi dividido pelos holandeses ao oeste (atual Timor Ocidental na Indonésia) e pelos portugueses ao leste da ilha (atualmente conhecida como República Democrática de Timor-Leste).

## Pré-história
A ilha de Timor foi povoada durante as migrações que moldaram a região da Australásia. Os antropólogos descrevem que os primeiros habitantes humanos no território foram os vedo-australoides, que chegaram do norte e oeste entre cerca de quarenta e dois mil anos atrás. Em 2011, foram descobertos vestígios na caverna de Jerimalai, que mostram que estes primeiros colonos possuíam competências marítimas de alto nível, e implicitamente a tecnologia necessária para fazer travessias até a Austrália e outras ilhas, onde pescavam e consumiam um grande número de peixes como o atum. Esta foi uma das primeiras evidências encontradas no mundo, sobre a tecnologia avançada da pesca de profundidade. Estas escavações também descobriram um dos anzóis mais antigos do mundo, de onze mil anos.
A segunda migração por melanésios iniciou-se c. 3 000 a.C., após a mudança dos povos vedo-australoides ao interior montanhoso. Por último, os proto-malaios chegaram ao território timorense a partir do sul da China e do norte da península Indochinesa. Os comerciantes hacás são descendentes deste último grupo. Alguns historiadores afirmam que os antepassados timorenses vieram da península da Malásia e o grupo étnico minangkabau das terras altas de Sumatra.

## Os timorenses na sua região
Os timorenses não eram povos marítimos, mas sim povos centrados em terra que não faziam contacto com outras ilhas e povos pelo mar. Timor era parte de uma região de pequenas ilhas pouco populosas por povos também centrados em terra que agora compõem a Indonésia oriental. O contacto com o mundo exterior ocorreu através dos comerciantes marítimos dos países como a China e a Índia que serviam o arquipélago. Além do comércio de escravos, os produtos comercializados na região eram o metal, arroz, os tecidos delicados, as moedas trocadas por especiarias locais, o sândalo, os chifres de cervos e a cera de abelhas.
Na obra Nagarakretagama, as crónicas do Império de Majapait, Timor era designado como tributário, mas o boticário português Tomé Pires escreveu no século XVI, que todas as ilhas de Java eram chamadas "Timor". As crónicas do Império Majapait foram usadas no nacionalismo indonésio para reivindicar o território de Timor-Leste como parte da Indonésia. Os primeiros exploradores europeus relatam que a ilha possuía pequenas chefaturas ou principados no início do século XVI, uma das mais significativas foi Wehali ou o reino de Wehale no centro de Timor, ao qual se alinharam os grupos étnicos tétum, búnaque e quémaque.
No início do século XVI, os colonialistas europeus dividiram a ilha de Timor (os portugueses ao leste e os holandeses ao oeste), isolando os timorenses das histórias do arquipélago circundante.